# Detetive Madeinusa
Detetive Madeinusa é um filme de comédia brasileiro de 2021 dirigido por Rodrigo Van Der Put a partir de um roteiro de Vinícius Antunes, Daniel Belmonte, Nelito Fernandes, Leonardo Lanna e Martha Mendonça. O filme é protagonizado por Tirullipa e Whinderson Nunes e estreou em 12 de novembro de 2021 na Amazon Prime Video.

## Sinopse
Novato na profissão de investigador, o ex-político Detetive Madeinusa (Tirullipa) é bastante atrapalhado e é contratado por um lobista milionário (Whindersson Nunes) para investigar o sumiço de um boi valioso e premiado. Para solucionar esse caso peculiar, o detetive convoca uma equipe imbatível composta por seu assistente Uóston (Bruno Montaleone), a especialista em acessórios de detetives Larissa (Aisha Jambo), a hacker Zuleide (Luana Tanaka) e a vidente Marcela (Gessica Kayane). Juntos, eles embarcam em uma divertida e atrapalhada investigação.

## Elenco
- Tirullipa como Detetive Madeinusa
- Whindersson Nunes como Neldson
- Bruno Montaleone como Uóston
- Aisha Jambo como Larissa
- GKay como Marcela
- Luana Tanaka como Zuleide
- Lucas Veloso como Juca Lobato
- Lucas Salles como Marcelo Botânico
- Márcia Manfredini como Amélia
- Rafael Cunha como Richelio
- Fabio Rabin como Mosca 1
- Rogério Morgado como Mosca 2

## Produção
O filme conta com um elenco numeroso de participações especiais de diversos artistas, famosos e personalidades digitais. O roteiro é escrito por Leonardo Lanna, Martha Mendonça e Nelito Fernandes, do website Sensacionalista, e Vinicius Antunes e Daniel Belmonte. O filme é uma coprodução da Galeria Distribuidora, Grupo Telefilms e Formata Produções. A produção é assinada por Daniela Busoli, Leonardo Lessa, Gabriel Gurman, Ricardo Constianovsky e Tomás Darcyl.

## Lançamento
O filme foi realizado para estrear nos cinemas, entretanto não foi possível por conta da pandemia de COVID-19. Em 12 de novembro de 2021, o filme foi lançado exclusivamente na plataforma de streaming da Amazon, o Prime Video. O lançamento do filme ocorreu simultaneamente em mais de 240 países e territórios devido ao alcance mundial da plataforma.

## Recepção

### Crítica
Em sua crítica ao website CinePOP, Janda Montenegro escreveu que "Por encontrar o equilíbrio entre o humor besteirol com piadas de pum, piriri e caretas e a comédia um pouco mais elaborada, com piadas mais inteligentes e trocadilhos que funcionam muito bem em língua portuguesa, Detetive Madeinusa agrada ao público infantil e até mesmo o público mais idoso, acostumados com um estilo mais teatral de se fazer humor. Detetive Madeinusa é a melhor produção de Tirullipa até hoje."
Bruno Carmelo, do website Papo de Cinema, avaliou o filme negativamente escrevendo que "É estranha a sensação de assistir a um filme que não se importa com o cinema. Nem com os personagens. Nem com os cenários, a montagem, a iluminação, a lógica, a produção de sentido. Trata-se de um produto realizado apesar do cinema, precisando criar imagens para preencher o tempo necessário ao amontoado de piadas."